# Campeonato da Europa de Atletismo de 2010 - Revezamento 4x100 m feminino
A prova dos 4 x 100 metros estafetas feminino do Campeonato da Europa de Atletismo de 2010 foi disputada entre os dias 31 e 1 de agosto de 2010 no Lluís Companys em Barcelona,  na Espanha. 

## Recordes
Antes desta competição, os recordes mundiais e do campeonato nesta prova eram os seguintes:
|                       | Nome                                                           | Nacionalidade     | Tempo | Local    | Data                  |
| --------------------- | -------------------------------------------------------------- | ----------------- | ----- | -------- | --------------------- |
| Recorde mundial       | (Silke Gladisch, Sabine Rieger Ingrid Auerswald, Marlies Göhr) | Alemanha Oriental | 41s37 | Camberra | 6 de outubro de 1985  |
| Recorde do campeonato | (Silke Möller, Katrin Krabbe Kerstin Behrendt, Sabine Günther) | Alemanha Oriental | 41s68 | Split    | 1 de setembro de 1990 |
| Recorde europeu       | (Silke Gladisch, Sabine Rieger Ingrid Auerswald, Marlies Göhr) | Alemanha Oriental | 41s37 | Camberra | 6 de outubro de 1985  |

## Medalhistas
| Ouro                                                                               | Prata                                                                       | Bronze                                                                         |
| Ucrânia · Olesya Povh · Nataliya Pohrebnyak · Mariya Ryemyen · Yelizaveta Bryzhina | França Myriam Soumaré Véronique Mang Lina Jacques-Sébastien Christine Arron | Polónia · Marika Popowicz · Daria Korczyńska · Marta Jeschke · Weronika Wedler |

## Cronograma
Todos os horários são locais (UTC+2).
| Data        | Hora  | Evento  |
| ----------- | ----- | ------- |
| 31 de julho | 10:45 | Bateria |
| 1 de agosto | 19:50 | Final   |

## Resultados

### Bateria
Qualificação: 3 atletas de cada bateria (Q) mais os 2 melhores qualificados (q).
Bateria 1
| Posição | Raia | Nacionalidade | Atletas                                                                     | Reação | Tempo | Notas |
| ------- | ---- | ------------- | --------------------------------------------------------------------------- | ------ | ----- | ----- |
| 1       | 4    | Ucrânia       | Olesya Povh Nataliya Pohrebnyak Mariya Ryemyen Olena Chebanu                | 0.163  | 43.24 | Q     |
| 2       | 1    | Bielorrússia  | Yulia Nestsiarenka Katsiaryna Shumak Alena Neumiarzhitskaya Yuliya Balykina | 0.183  | 43.69 | Q     |
| 3       | 2    | Espanha       | Ana Torrijos Digna Luz Murillo Estela García Amparo María Cotán             | 0.180  | 43.88 | Q     |
| 4       | 5    | Irlanda       | Amy Foster Claire Brady Niamh Whelan Ailis McSweeney                        | 0.200  | 43.93 |       |
| 5       | 3    | Lituânia      | Silva Pesackaite Edita Kavaliauskiene Sonata Tamosaityte Lina Grincikaite   | 0.188  | 44.13 |       |
| 6       | 9    | Itália        | Jessica Paoletta Tiziana Grasso Giulia Arcioni Audrey Alloh                 | 0.293  | 44.15 |       |
| 7       | 6    | Eslovênia     | Tina Murn Sabina Veit Kristina Žumer Merlene Ottey                          | 0.230  | 44.30 |       |
| 8       | 7    | Países Baixos | Femke van der Meij Loreanne Kuhurima Anouk Hagen Jamile Samuel              | 0.184  | 44.70 |       |
| -       | 8    | Alemanha      | Yasmin Kwadwo Marion Wagner Anne Möllinger Verena Sailer                    | 0.146  | -     | DSQ   |

Bateria 2
| Posição | Raia | Nacionalidade | Atletas                                                                | Reação | Tempo | Notas      |
| ------- | ---- | ------------- | ---------------------------------------------------------------------- | ------ | ----- | ---------- |
| 1       | 4    | Polónia       | Marika Popowicz Daria Korczyńska Marta Jeschke Weronika Wedler         | 0.163  | 43.30 | Q          |
| 2       | 8    | França        | Céline Distel Véronique Mang Nelly Banco Christine Arron               | 0.200  | 43.35 | Q          |
| 3       | 3    | Bélgica       | Olivia Borlée Hanna Mariën Elodie Ouédraogo Frauke Penen               | 0.194  | 43.82 | q          |
| 4       | 9    | Suécia        | Emma Rienas Lena Berntsson Elina Backman Moa Hjelmer                   | 0.177  | 43.90 | q          |
| 5       | 7    | Reino Unido   | Joice Maduaka Montell Douglas Hayley Jones Laura Turner                | 0.184  | 44.09 |            |
| 6       | 5    | Bulgária      | Inna Eftimova Monika Gachevska Gabriela Laleva Ivet Lalova             | 0.194  | 44.72 |            |
| 7       | 1    | Letónia       | Marlēna Reimane Ieva Zunda Sandra Kruma Jekaterina Čekele              | 0.185  | 44.92 |            |
| 8       | 6    | Noruega       | Siri Eritsland Mari Gilde Brubak Ida Bakke Hansen Ezinne Okparaebo     | 0.156  | 44.96 |            |
| —       | 2    | Rússia        | Yuna Mekhti-Zade Yuliya Katsura Yulia Gushchina Yuliya Chermoshanskaya | 0.177  | 43.23 | DSQ Doping |

### Final
| Posição           | Raia | Nacionalidade | Atletas                                                                     | Reação | Tempo   | Notas            |
| ----------------- | ---- | ------------- | --------------------------------------------------------------------------- | ------ | ------- | ---------------- |
| Medalha de ouro   | 6    | Ucrânia       | Olesya Povh Nataliya Pohrebnyak Mariya Ryemyen Yelizaveta Bryzhina          | 0.156  | 42.29   | ,                |
| Medalha de prata  | 7    | França        | Myriam Soumaré Véronique Mang Lina Jacques-Sébastien Christine Arron        | 0.223  | 42.45   |                  |
| Medalha de bronze | 5    | Polónia       | Marika Popowicz Daria Korczyńska Marta Jeschke Weronika Wedler              | 0.221  | 42.68   | Recorde nacional |
| 4                 | 4    | Bielorrússia  | Yulia Nestsiarenka Katsiaryna Shumak Alena Neumiarzhitskaya Yuliya Balykina | 0.234  | 43.18   |                  |
| 5                 | 8    | Espanha       | Ana Torrijos Digna Luz Murillo Estela García Amparo María Cotán             | 0.207  | 43.45   | Recorde nacional |
| 6                 | 2    | Suécia        | Emma Rienas Lena Berntsson Elina Backman Moa Hjelmer                        | 0.170  | 43.75   |                  |
| 7 !               | 1    | Bélgica       | Olivia Borlée Hanna Mariën Elodie Ouédraogo Frauke Penen                    | 0.195  | 99.99 ! | DNF              |
| —                 | 3    | Rússia        | Yuna Mekhti-Zade Aleksandra Fedoriva Yulia Gushchina Yuliya Chermoshanskaya | 0.182  | 42.91   | Doping           |

Legenda
| Recorde mundial       | Recorde mundial (World record)               |                       | Recorde africano                      | Recorde africano (African) |                                           | Q | Classificado por posição (Qualified) |
| Recorde do campeonato | Recorde do campeonato (Championship record)  | Recorde da América    | Recorde da América (Americas)         | q                          | Classificado por melhor tempo (Qualified) |   |                                      |
| Melhor marca do ano   | Melhor marca do ano (World leading)          | Recorde asiático      | Recorde asiático (Asian)              | DNS                        | Não largou (Did not start)                |   |                                      |
| Recorde nacional      | Recorde nacional (National record)           | Recorde europeu       | Recorde europeu (European)            | DNF                        | Não terminou (Did not finish)             |   |                                      |
| Recorde pessoal       | Recorde pessoal do atleta (Personal best)    | Recorde da Oceania    | Recorde da Oceania (Oceania)          | DSQ / DQ                   | Desclassificado (Disqualified)            |   |                                      |
| Recorde da temporada  | Recorde da temporada do atleta (Season best) | Recorde sul-americano | Recorde sul-americano (South America) | NM                         | Sem marca (No mark)                       |   |                                      |